# Jean Chatillon
Pour les articles homonymes, voir Jean de Châtillon.
Jean Chatillon (13 septembre 1937 – 16 janvier 2019 est un pédagogue et compositeur québécois.

## Biographie
Né dans une famille de musiciens, à Nicolet, au Québec, il commence à jouer du piano et à composer en 1951. D'abord autodidacte, il fait ensuite de solides études musicales avec
le maître Conrad Letendre à Montréal.
En 1969, il fonde la Section Musique de l'Université du Québec à Trois-Rivières et y enseigne jusqu'en 1981. 
Retraité depuis cette année, il a pu se consacrer pleinement à son art. Très prolifique, il a beaucoup écrit autant en musique qu'en littérature.
Il est compositeur agréé au Centre de Musique Canadienne. 
En 2003, il est nommé professeur émérite à l'Université du Québec.
En janvier 2004, il devint membre fondateur de la Delian Society pour une Renaissance de la musique tonale.   